# 波鸿火车总站
波鸿火车总站（德語：Bochum Hauptbahnhof）是德国西部城市波鸿最重要的铁路车站，也是所有市内公共交通工具的中心枢纽。它自1955年起重建，并于1957年投入服务。它的车站大楼被视为1950年代德国最重要的新建车站建筑，其总体效果是通过带有弧形钢筋混凝土顶棚的大型门厅和玻璃幕墙实现的。